# Kompleks Jokasty
Kompleks Jokasty – chorobliwe przywiązanie matki do syna o podtekście erotycznym, wyraża się w nadopiekuńczości, a niekiedy prowadzi do zachowań kazirodczych. 
Mitycznym prawzorem jest Jokasta, żona Lajosa, która po urodzeniu syna Edypa porzuciła go z woli męża. Edyp zabił Lajosa i poślubił matkę, nie wiedząc, że byli jego rodzicami.